# モーガン警部
『モーガン警部』（原題：Sheriff of Cochise, U.S. Marshal）はデジル・プロダクションおよびナショナル・テレフィルム・アソシエイツ製作で、ジョン・ブロムフィールド主演の、アリゾナを舞台にした全58話のテレビ西部劇である。アメリカ本国では1956年から1958年にかけてシンジゲート放送され、日本では1958年にNTVで放送された。放送時間は金曜21:15 - 21:45。大日本製薬（旧大日本住友製薬、現在：住友ファーマ）一社提供。

## 概要
警部とあるが、主役のモーガンは保安官で、西部劇と刑事ドラマが合体したような設定になっている。アメリカでの放送は『シェリフ・オブ・コチーズ』（1956年 - 1957年）・『USマーシャル』（1957年 ‐ 1958年）の2シーズンに分かれており、第1シーズンでは、アリゾナ州コチセ郡の郡保安官だったモーガンが、第2シリーズでは連邦保安官となり、アリゾナ州全土を股にかけて活躍するという筋立てである。『ゴースト・ライダーズ・イン・ザ・スカイ』の作者であるスタン・ジョーンズが、24回にわたって、モーガンの助手であるハリー・オルソン役を演じている。他にも助手役としてフランク・ファーガソンらが出演している。
1961年には東映が主演のジョン・ブロムフィールドを招き、関川秀雄監督・鶴田浩二の共演で『モーガン警部と謎の男』 を制作している。

## キャスト
- モーガン：ジョン・ブロムフィールド（日本語吹替え：若山弦蔵[4]）
- ハリー・オルソン：スタン・ジョーンズ
- ヘンリー・マードック：フランク・ファーガソン[2]

## スタッフ
- 製作：モート・ブリスキン
- 音楽：レイ・エリス
- 編集：ベン・レイ、ジョン・M・フォーリー[5]